# Port lotniczy Kauhajoki
Port lotniczy Kauhajoki (IATA: KHJ, ICAO: EFKJ) – lądowisko położone 15 kilometrów na północny wschód od centrum Kauhajoki, w Finlandii.